# KMFDM
KMFDM es una banda de rock y metal industrial de Hamburgo, Alemania, que posteriormente ha disfrutado de un éxito de banda de culto en Estados Unidos. La banda fue formada originalmente en febrero de 1984  en París, Francia,  por el experto en electrónica Sascha Konietzko y el pintor y ejecutante multimedia Udo Sturm, ambos de origen alemán. El grupo se estableció en Estados Unidos, Chicago Illinois en 1991, y luego en Seattle Washington en 1993. Los críticos consideran que KMFDM es una de las primeras bandas en llevar la música industrial al público en general, aunque Konietzko se refiere a la música de la banda como "The Ultra-Heavy Beat". La banda incorpora riffs de guitarra de heavy metal, música electrónica, muestras y voces masculinas y femeninas en su música, que abarca una variedad de estilos que incluyen rock industrial y música electrónica corporal (EBM). La banda es ferozmente política, y muchas de sus letras se oponen a la violencia, la guerra y la opresión. KMFDM normalmente realiza giras al menos una vez después de cada lanzamiento importante, y los miembros de la banda son conocidos por su accesibilidad e interacción con los fanáticos, tanto en línea como en conciertos. Los miembros, solos o trabajando juntos y con otros músicos, han grabado con muchos otros nombres, principalmente PIG de Watts, Excessive Force de Konietzko y Slick Idiot de Esch y Schulz. Han vendido alrededor de 2 millones de discos.

## Etimología
Las siglas, aunque intencionalmente incorrecto en su gramática, significan "Kein Mehrheit Für Die Mitleid", literalmente "Ninguna mayoría para la compasión". Su significado original en alemán sería “Kein Mitleid Für Die Mehrheit” que traducido es, "No sientas lástima por la mayoría", o "Ninguna compasión para la mayoría". Konietzko explicó los orígenes de la frase: 

La mañana del 29 de febrero de 1984 me desperté y bajé a desayunar a un hotel en París. Esa noche teníamos un espectáculo inaugural para una exposición para jóvenes artistas europeos... necesitábamos un lema para la noche para poder inventar algunos folletos y pegarlos. Había un periódico alemán sobre la mesa, así que comencé a recortar palabras y las puse todas en una gorra. Escogimos algunos y decía "Kein Mehrheit Für Die Mitleid". Es un alemán algo inapropiado en lo que respecta a su traducción, pero en la mentalidad DA-DA tenía mucho sentido. Así que cuando estaba de regreso a Hamburgo se lo mencioné a Raymond [Watts]. Le gustaba pero le costaba pronunciarlo correctamente. Así que finalmente dijo: '¿Por qué no lo llamas KMFDM?' Así que eso fue todo. Éramos KMFDM.

 Se ha dicho en broma que el inicialismo significa "Kill Mother-Fucking Depeche Mode", acuñado por la banda en su primera gira por Estados Unidos y utilizado recientemente en el álbum Kunst, donde se escucha en la pista titular.

## Historia

### Fundación y años tempranos
KMFDM fue fundado por Konietzko y Udo Sturm en París, Francia, para tocar en una exposición de jóvenes artistas europeos en el Grand Palais de París, el 29 de febrero de 1984. Sturm no tenía aspiraciones musicales y Konietzko estaba más interesado en grabar discos de estudio.
Sturm lo dejó pronto, pero Konietzko continuó actuando, en un momento dado que tenía veinte personas en su compañía, que para entonces estaba involucrada en payasadas, como comer fuego y arrojar entrañas al público. Konietzko luego regresó a Hamburgo, donde se unió a Peter Missing en su nueva banda Missing Foundation con el baterista Nicklaus Schandelmaier, que se había trasladado recientemente a Hamburgo desde Frankfurt, se unió al grupo y tomó el nombre artístico de En Esch. Aunque el grupo hizo algunas presentaciones en vivo, Konietzko y Esch abandonaron Missing Foundation antes de que se hicieran grabaciones y volvieron a trabajar como KMFDM, colaborando con el propietario del estudio con sede en Hamburgo Raymond Watts. 
Copias en casete del primer álbum de la banda, Opium, comenzaron a circular por los clubes y bares clandestinos de Hamburgo en 1984. KMFDM lanzó su siguiente álbum, What Do You Know, Deutschland?, en diciembre de 1986. Fue grabado de 1983 a 1986, con algunas de las canciones grabadas por Konietzko y Watts antes de que Esch fuera miembro de la banda, y de hecho, antes de que la banda existiera oficialmente. Skysaw Records le dio al álbum un segundo lanzamiento en el Reino Unido en 1987 y presentó a la banda al artista gráfico Aidan Hughes, generalmente acreditado como Brute!. Hughes rediseñó la portada del álbum, y pasó a diseñar casi todas las portadas de álbumes de KMFDM.
Watts dejó el grupo después de trabajar en solo tres canciones en Don't Blow Your Top de 1988 para comenzar su propio proyecto, Pig. Después de trabajar en la escena musical underground de Hamburgo y lanzar álbumes en sellos europeos, la banda comenzó su relación de larga data con Wax Trax. Records cuando Don't Blow Your Top obtuvo la licencia del sello para su distribución en Estados Unidos. El álbum fue producido por Adrián Sherwood, y el crítico de AllMusic Dave Thompson lo describió como "[destacando] tanto al productor como a la banda". Las letras llenas de angustia de la banda ('Si tuviera una escopeta, me volaría al infierno'), sumadas a las portadas de los álbumes de Brute!, Hicieron que ganaran seguidores de culto en EE. UU., Donde tanto Konietzko como Esch, los únicos miembros originales restantes, desde principios de los 90 firmaron directamente con Wax Trax, también comenzaron a adoptar un enfoque más orientado a la guitarra sin dejar de conservar un toque experimental. Para 1989, KMFDM se une a la gira de Ministry (gira promocional del disco The Mind Is a Terrible Thing to Taste). Recorren, junto a Ministry, Estados Unidos hasta fines de 1989. Luego de finalizar el tour, KMFDM se prepara para trabajar en el que sería su quinto disco, Naïve de 1990, en el que se une Günter Schulz. La canción "Liebeslied" de Naïve originalmente contenía una muestra sin licencia de "O Fortuna" de Carl Orff's Carmina Burana. El editor de Orff amenazó a la banda con acciones legales, y el álbum fue retirado de la producción en 1993. Una nueva versión del álbum, titulada Naïve / Hell to Go, fue lanzada al año siguiente. Contenía nuevas mezclas de varias canciones, incluida una versión de "Liebeslied" con la muestra ofensiva eliminada. Konietzko también colaboró con Buzz McCoy en el proyecto paralelo llamado, Excessive Force. Angst, lanzado en 1993, perfeccionó la fusión agresiva de la banda de ritmos electro fuertes y guitarras chirriantes. Tras el lanzamiento del álbum, Esch lanzó un álbum de electro pop y se mudó a Nueva Orleans. Konietzko, quien se mudó a Seattle, colaboró con el exmiembro Raymond Watts, que había estado grabando bajo el nombre de Pig, en el EP Sin Sex & Salvation. La banda regresó, con Watts a cuestas, para el oscuro e impenetrable Nihil de 1995.

### Llegada a América (1991–1998)
Para 1991 KMFDM y Konietzko se mudaron a Chicago en 1991, y Esch lo siguió un año después. KMFDM se convirtió rápidamente en parte de la escena musical industrial de Chicago que incluía Ministry, My Life with the Thrill Kill Kult y Revolting Cocks. Konietzko comentó más tarde:

Venimos de Alemania y todos tuvimos que tener trabajos diurnos y trabajar duro para permitirnos ser KMFDM y, de repente, estamos en los estados y estamos vendiendo miles de miles de putos discos!.

El siguiente éxito de la banda fue "Split", que fue lanzado en junio de 1991 y alcanzó el número 46 en la cartelera Billboard Dance / Club Play Songs Chart. Durante 1991, Konietzko colaboró con Buzz McCoy de My Life With the Thrill Kill Kult para grabar un álbum con el nombre de Excessive Force titulado Conquer Your World. Konietzko y Esch comenzaron a trabajar en las mitades del sexto álbum previsto, aparte que finalmente se lanzó como dos álbumes separados. La mitad de Esch se convirtió en su álbum en solitario, Cheesy, mientras que se utilizó la otra mitad del material para el álbum oficial de KMFDM de Konietzko y pasó a llamarse Money. Este álbum generó dos éxitos  más en 1992: "Vogue", que alcanzó el puesto 19 en la lista Billboard Dance / Club Play Songs Chart en abril, y la canción principal, que alcanzó el puesto 36 en esa misma lista en julio. 
Después de una gira en 1992 con el baterista Chris Vrenna, el entonces núcleo de KMFDM (Konietzko, Esch, Schulz y el segundo guitarrista Mark Durante) regresó a Chicago y descubrió que Wax Trax! se había declarado en bancarrota  para comenzar la reorganización corporativa en noviembre de 1992. La banda entró al estudio en 1993 como grupo para grabar su séptimo álbum, Angst, que vendió más de 100.000 copias durante los dos años siguientes. Esch dijo después del lanzamiento del álbum:

Me gusta mucho más este álbum. El dinero se hizo a toda prisa, y yo estaba haciendo un gran gira de Pigface, así que no tuve mucha influencia en el álbum. Realmente me gusta Angst. Estoy totalmente de acuerdo. Tratamos de involucrar a los guitarristas, tratamos de ser como una banda real, especialmente en el aspecto creativo.

 Después del lanzamiento de Angst, Wax Trax! / TVT Records lanzó una promoción en la que se animaba a los fanes para idear tantos significados alternativos para KMFDM como sea posible, con más de mil presentaciones resultantes. 
Konietzko lanzó un segundo álbum bajo el sobrenombre de Excessive Force en 1993 titulado Gentle Death. KMFDM recibió su primera exposición a la corriente principal con su sencillo "A Drug Against War". A pesar de la postura anti-MTV de la banda, el video de "A Drug Against War" recibió difusión en MTV y se mostró en la caricatura de MTV Beavis and Butt-head. La pista "Light" alcanzó el puesto 31 en la lista de canciones de Billboard Dance / Club Play en mayo de 1994. 
Wax Trax! se salvó de la bancarrota gracias a una infusión de fondos de TVT Records, y en marzo de 1994 anunció planes para lanzar el conjunto recopilatorio Black Box - Wax Trax! Records: The First 13 Years, que incluye las canciones de KMFDM "Virus" y "Godlike", dos canciones que Thompson denominó "definitorias". 
Pico de popularidad (1994-1999)
De mediados a finales de la década de 1990 fueron los años más exitosos de KMFDM en términos de ventas de álbumes y conciencia generalizada. Konietzko se mudó a Seattle en 1994, mientras que Esch se mudó a Nueva Orleans. Watts se reincorporó a la banda para trabajar en su octavo álbum, Nihil, que alcanzó el puesto 16 en la lista Billboard Heatseekers y vendió 209.000 copias, convirtiéndolo en el álbum más vendido de la banda. Marcó las primeras contribuciones del baterista Bill Rieflin, quien trabajó con la banda en sus próximos cinco álbumes. Nihil presentó la canción más conocida de KMFDM, "Juke Joint Jezebel", cuyas versiones aparecieron tanto en Bad Boys como en las bandas sonoras de Mortal Kombat, la última de las cuales alcanzó el puesto número 10 en el Billboard 200 y vendió más de 1.8 millones de copias. Su canción "Ultra" se usó en la versión en inglés de Street Fighter II: The Animated Movie.
Al comentar sobre el elenco rotativo de músicos poco después del lanzamiento de Nihil, Konietzko dijo:

Es como si En y yo fuéramos los soles y los otros músicos en ese momento vinieran y giraran alrededor de nosotros.

 Con respecto a la dinámica del dúo, Konietzko dijo: 

En Esch y yo siempre hemos sido la piedra angular de la existencia de KMFDM. y somos diametralmente opuestos como escritores. Las cosas angustiosas generalmente vienen de él. Las cosas duras y amapolas vienen de mí. Esch comentó en 1994, "Sascha y yo somos diferentes, por supuesto. Pero es por eso que todavía podemos hacer que las cosas sucedan. Nuestras mejores y peores cualidades son contrarias. En pocas palabras, él es más organizado y estable, soy más complicado y abstracto.

A finales de 1995, un amigo cercano y presidente de Wax Trax de Chicago! Jim Nash murió de una enfermedad complicada por el sida, y Seattle se convirtió en la sede oficial de KMFDM. Watts estuvo de gira con KMFDM a lo largo de 1995 en apoyo de Nihil, pero luego dejó el grupo para volver a grabar bajo el sobrenombre de Pig. Esch se separó del grupo y Xtort se creó en 1996 casi por completo sin su participación. Konietzko, en cambio, trajo a varios otros artistas industriales como Chris Connelly para ayudar con el álbum. Xtort fue el primer álbum de KMFDM en aparecer en Billboard.200 y el álbum con las listas más altas en la historia de la banda, alcanzando el n.º 92 y vendiendo más de 200 000 copias. "Power", el primer sencillo del álbum, fue la canción más promocionada en la historia de la banda, ¡con casi 100 000 copias incluidas en un Wax Trax gratis! álbum de muestra a mediados de 1996. Konietzko dijo más tarde que Xtort era su álbum favorito de la década de 1990. 
Esch volvió para el álbum, Symbols que fue lanzado en 1997 y contó con Abby Travis y Nivek Ogre de Skinny Puppy. Symbols alcanzó el puesto 137 en el Billboard 200. Su primera canción, "Megalomaniac", apareció en la película Mortal Kombat: Annihilation, y fue la primera canción de su banda sonora en recibir transmisión por radio. Tim Skold, antes de la banda Shotgun Messiah, hizo su primera aparición como miembro de la banda, escribiendo letras y cantando en "Anarchy". Mirando hacia atrás sobre Symbols en 2002, Konietzko dijo: 

Escuché el álbum Symbols y escuché exactamente por qué KMFDM se separó en primer lugar. Me contó la historia de lo que salió mal. Quizás había dos (buenas) canciones en ese álbum y las otras sólo un montón de tira y afloja comprometedores. Eso era algo que no iba a hacer de nuevo.

La banda lanzó un par de álbumes recopilatorios en 1998. El primero, Retro, fue una recopilación de grandes éxitos que incluía la mayoría de los sencillos lanzados hasta Xtort. El segundo, Agogo, era una colección de rarezas y pistas inéditas, incluida una versión de "Mysterious Ways" de U2.

### Adiós(1999)
El álbum Adios fue escrito e interpretado casi exclusivamente por Konietzko y Skold. Ogre nuevamente proporcionó voces, al igual que la música alemana Nina Hagen. Originalmente, el cumplimiento del contrato de diez discos de la banda con Wax Trax!/TVT, Adios más tarde señaló la ruptura de la banda, que presagió la participación limitada de Esch y Schulz. 
KMFDM se disolvió, aunque temporalmente, el 22 de enero de 1999, y solo Konietzko y Skold permanecieron juntos. Konietzko dijo que la división se debió a "mucho estrés y presión, así como a diferencias en la visión y el impulso". Esch dijo "Había mucha energía negativa entre Sascha, Günter Schulz y yo y todos decidimos por teléfono dejar la banda". Adios fue lanzado tres meses después y alcanzó el puesto 189 en el Billboard 200. Su tema principal fue llamado "un amargo adiós". 
A raíz de la masacre de Columbine High School, se reveló que las letras de las canciones del KMFDM ("Son of a Gun", "Stray Bullet", "Waste") se publicaron en el sitio web del tirador Eric Harris, y la fecha de la masacre, el 20 de abril, coincidió tanto con la fecha de lanzamiento del álbum Adios como con el cumpleaños de Adolf Hitler. Algunos periodistas se apresuraron a saltar sobre la posibilidad de que las acciones de Harris y el otro tirador, Dylan Klebold, estuvieran inspiradas por el entretenimiento violento y el nazismo, aunque uno escribió: "Líricamente, la banda ha escrito algunas canciones que fácilmente podrían ser malinterpretadas por cualquiera que no tenga oído para la ironía y busque una excusa para cometer violencia". En respuesta, Konietzko emitió una declaración:

En primer lugar, KMFDM desea expresar su más sentido pésame por los padres, las familias y los amigos de los niños asesinados y heridos en Littleton. Estamos consternados, como el resto de la nación, por lo que sucedió en Colorado ayer. KMFDM es una forma de arte, no un partido político. Desde el principio, nuestra música ha sido una declaración contra la guerra, la opresión, el fascismo y la violencia contra otros. Si bien algunos de los ex miembros de la banda son alemanes, como se informó en los medios de comunicación, ninguno toleramos cualquier creencia nazi en absoluto.

### MDFMK, Slick Idiot y reforma (2000-2002)
Después de que el grupo se disolvió, Schulz y Esch formaron la banda Slick Idiot, mientras que Konietzko y Skold se reagruparon como MDFMK, agregando a la cantante Lucia Cifarelli para formar un trío. MDFMK lanzó un álbum homónimo con Republic / Universal Records y realizó una gira por Norteamérica. Después de ser liberado de su contrato con Universal debido a un desacuerdo sobre quién produciría el próximo álbum, Konietzko dijo que llamó a Metropolis Records y les preguntó si estarían interesados en firmar KMFDM. El sello estuvo de acuerdo, aunque en ese momento solo el propio Konietzko estaba seguro de participar. 
Konietzko anunció el regreso de KMFDM a principios de 2001, debido a la "demanda del público", con Skold, Cifarelli y los antiguos colaboradores Watts y Rieflin uniéndose a él en el estudio; dijo en ese momento: 

Hablé con los sospechosos habituales del KMFDM para ver si estaban interesados, y lo que se nos ocurrió fue algo mejor que lo que teníamos antes.

 Recordó Esch en 2009, 

Estaba feliz con mi nueva libertad creativa en ese momento y por eso rechacé el concepto de una reunión rápida del KMFDM original.

 Konietzko dijo de la banda reformada 

No solo es divertido de nuevo, sino que está desprovisto de todas las confrontaciones personales debido a egos y fracturas que alguna vez fueron parte de la banda.

 KMFDM lanzó su primer álbum en tres años, Attak, en marzo de 2002. El álbum estuvo en la lista de álbumes independientes de Billboard durante cuatro semanas, alcanzando el puesto número 11.

### Nueva formación (2003-2007)
Skold se fue después de Attak para unirse a Marilyn Manson. Durante los siguientes años, los compañeros de banda de Watts de Pig se fueron uniendo a KMFDM. Jules Hodgson ya había realizado trabajos de guitarra para Attak de 2002. Andy Selway tocó la batería por primera vez para KMFDM en WWIII en 2003, y Steve White contribuyó a Hau Ruck de 2005 después de una gira con la banda. Los tres, junto con Watts y Cifarelli, fueron mencionados como miembros de la banda en el "Intro", la última canción de WWIII, aunque ese iba a ser el último álbum en el que actuaría Watts. WWIII estuvo en la cartelera del Billboards Dance/Electronic Albums Chart durante siete semanas, y alcanzó el puesto N.º 3.
Opium fue relanzado en 2002 como KMFDM001 en el nuevo sello de la banda, KMFDM Records, y una colección de canciones grabadas entre 1984 y 1986 fue lanzada en 2004. Poco después del lanzamiento de WWIII, Konietzko comenzó a trabajar en la banda sonora para el año 2004 del videojuego Spider-Man 2. Hau Ruck sube en el chart casi tan bien como WWIII, que aparece en el Billboard's Dance/Electronic Albums Chart durante ocho semanas, pero sólo llega al N.º 5. A diferencia de WWIII, Hau Ruck apareció en la lista de álbumes independientes durante una sola semana en el n.° 48. Un EP complementario, Ruck Zuck, fue lanzado en 2006.
Konietzko adoptó un nuevo enfoque para Tohuvabohu, lanzado en 2007. "Principalmente en el pasado, solía haber 2 personas que comenzaban canciones: Jules y yo. En este disco les dije a los otros 2 chicos, Andy (Selway) y Steve (blanco), '¿por qué no colaboran con algo?'" Tohuvabohu estuvo en la listas de Billboard's Dance/Electronic Albums Chart por sólo tres semanas y alcanzó el puesto N.º 4. y apareció en el Lista de álbumes independientes durante una semana en el n.° 29. Tohuvabohu tubo otro álbum más compañero, Brimborium, un álbum de remixes de larga duración lanzado en 2008 que apenas llegó al Billboard's Dance/Electronic Albums Chart, alcanzando el puesto 20 durante una sola semana.
Metropolis Records anunció a mediados de 2006 que reeditaría todo el catálogo anterior del álbumes de estudio de Wax Trax! de la -Era KMFDM, que había estado agotado desde principios de la década de 2000. Los álbumes se lanzaron en orden cronológico en grupos de dos o tres desde septiembre de 2006 hasta mayo de 2007. Konietzko dijo que la remasterización se realizó debido a preocupaciones sobre la pérdida de los derechos del catálogo anterior después de que TVT incumpliera con un préstamo, explicando: El acuerdo original era que el catálogo me habría regresado en 2008, de todos modos, pero TVT y Rykodisc estaban pensando en hacer una compilación KMFDM, lo que habría eliminado mi catálogo, y yo no quería eso". Konietzko comentó en 2006 que la formación actual era la mejor con la que había trabajado, y dijo en una entrevista separada que sus antiguos compañeros de banda estaban "buscándo limosnas". Konietzko anunció en octubre de 2007 que estaba empacando y regresando a Alemania en los próximos tres meses. 

### Regreso a Alemania (2007-2016)
Después de los tiroteos en escuelas finlandesas de 2007 y 2008, los informes de los medios nuevamente intentaron establecer una conexión entre los tiradores y KMFDM, y señalaron que ambos incluían a la banda entre sus favoritos. En una entrevista con la emisora noruega NRK poco después del incidente de 2008, Konietzko respondió a estas afirmaciones diciendo que los recientes tiroteos eran un subproducto del mentalidad imitadora y el deseo de los tiradores finlandeses de emular el estilo de vida y las acciones de los tiradores de Columbine. "Una de mis mayores preocupaciones inmediatamente después de este incidente [el tiroteo de Columbine] fue que habría imitadores que repitieran tales cosas en el futuro, como ocurre a menudo cuando la gente comete crímenes atroces y actos de violencia. Desafortunadamente, yo tenía razón". 
KMFDM relanzó todos sus viejos sencillos y pistas difíciles de encontrar antes de la ruptura de 1999 en una serie de tres álbumes dobles llamados Extra - Vol. 1, Vol. 2 y Vol. 3, a mediados de 2008. KMFDM Records lanzó Skold vs. KMFDM a principios de 2009, que fue una colaboración que Skold y Konietzko realizaron a través de Internet en continentes separados de junio a octubre de 2008. Se planea un seguimiento, pero no es una prioridad alta. 
El decimosexto álbum de estudio de KMFDM, Blitz, lanzado en marzo de 2009, mostró una mayor colaboración con Skold, pero menos aportes de los miembros de la banda que no viven en Alemania. Alcanzó n.º 4 en Billboard's Dance/Electronic Albums Chart, y estaba en la tabla durante cuatro semanas. Su álbum de remezclas acompañante, Krieg, fue lanzado a principios de 2010. Dos álbumes recopilatorios, Würst y Greatest Shit, fueron lanzados en septiembre de ese mismo año.
El 14 de diciembre de 2010, el sitio web oficial de KMFDM se modificó para incluir una sola imagen con el texto "Todos los sistemas se han copiado. Internet se ha cerrado". Una nueva canción titulada "Rebels in Control" estuvo disponible para escuchar y descargar en el sitio, publicada en apoyo de Julian Assange con respecto a la controversia sobre WikiLeaks. 
¡Los exmiembros de la banda Durante, Esch, Schulz y Watts aparecieron con Mona Mur en el Wax Trax de abril de 2011! Retrospectacle en Chicago, un evento benéfico que celebra el sello de música industrial. El grupo interpretó canciones de KMFDM de Wax Trax, incluyendo "Juke Joint Jezebel", "Godlike", "Brute" y "Don't Blow Your Top". Konietzko expresó su deseo de actuar con la formación actual de la banda, pero fue rechazada por los organizadores del evento. 
KMFDM lanzó ¡¿WTF?! en abril de 2011, con lo que Konietzko llamó "una gran cantidad de músicos invitados", incluidos Rieflin, Koichi Fukuda, Free Dominguez y William Wilson. El primer sencillo del álbum, "Krank", llegó a las listas de Alemania y Estados Unidos. ¡¿WTF?! estuvo en el Billboard's Dance/Electronic Albums Chart, una semana en el puesto número 8. 
El trabajo en el decimoctavo álbum de KMFDM comenzó en febrero de 2012. Titulado Kunst, fue lanzado el 26 de febrero de 2013. La banda realizó una gira por Estados Unidos en marzo y Europa en abril de 2013. KMFDM reeditó Opium y WWIII en octubre de 2013. 
El 24 de mayo de 2014, Konietzko anunció en la página de Facebook de la banda que un nuevo álbum, titulado Our Time Will Come, se lanzaría el 14 de octubre de 2014. Un nuevo álbum en vivo titulado We Are KMFDM y un sencillo llamado "Genau (The German in You)" también se anunciaron. Our Time Will Come fue lanzado el 14 de octubre de 2014, tanto en CD como en vinilo. El sencillo "Genau" no fue lanzado, con un sencillo para "Salvation" del mismo álbum que salió en su lugar en 2015.

### Otro turno para otra alineación (2017-presente)
En abril de 2017, KMFDM reveló un nuevo EP titulado Yeah!; un álbum llamado Hell Yeah fue lanzado en agosto, con una gira por Estados Unidos planeada en apoyo de los lanzamientos para octubre. El 23 de junio, Yeah! fue lanzado, seguido por el lanzamiento de Hell Yeah el 18 de agosto. Los guitarristas White y Hodgson no estaban disponibles, por lo que Konietzko reclutó a Chris Harms de Lord of the Lost para grabar las partes de guitarra. Harms, junto con los compañeros de banda de Lord of the Lost, Pi (guitarra) y Gared Dirge (teclados), estaban programados para actuar como la banda en vivo para la gira de finales de 2017 de KMFDM. Lord of the Lost no pudo obtener visas de trabajo para ingresar a los EE. UU. así que se eligió a Andee Blacksugar para que se encargara de las tareas de guitarra. El nuevo cuarteto de Konietzko, su esposa Lucia Cifarelli, Selway y Blacksugar anunció su último álbum, Paradise, que se lanzará el 27 de septiembre de 2019. La banda presenta una variedad de apariciones especiales, incluido el cofundador de KMFDM Raymond Watts por primera vez desde 2003. 
Estilo musical, influencias y contenido lírico
La producción más temprana de KMFDM fue el arte escénico, ya que Konietzko incorporó no solo elementos visuales como camas en llamas y televisores explosivos, sino también dispositivos no musicales utilizados como instrumentos, por ejemplo, aspiradoras. Los álbumes de la década de 1980 presentaban un uso intensivo de muestreos y manipulaciones de estudio, y los instrumentos principales utilizados eran sintetizadores y cajas de ritmos. Konietzko ha citado a T. Rex, David Bowie y Frank Zappa como inspiración en las primeras etapas de KMFDM. Antes de formar la banda, escuchómúsica punk y bandas "verdaderamente industriales" como Throbbing Gristle. 
La música de la banda ha sido descrita como industrial, rock industrial, electro-industrial, metal industrial, y tecno-industrial. Aunque reconocido junto con Ministry, Nine Inch Nails y Skinny Puppy como pioneros en la introducción de la música industrial a las audiencias principales, KMFDM describe su sonido como "The Ultra-Heavy Beat". Konietzko dijo una vez: "Si tuviera que ponerme una etiqueta, sería rock industrial-alternativo-electrónico-crossover-rock y danceabilly". 
La banda ha hecho un uso intensivo de las guitarras desde sus inicios, y fue pionera en su uso durante los primeros días de la banda en Alemania. Aunque no es un fan del metal, dijo Konietzko su "obsesión por el ripping off metal licks" provenía de sus experimentos con E-mu's Emax sampler a finales de 1986, añadiendo: "Lo que siempre más odiaba de heavy metal fue que los mejores riffs llegaron solo una vez y nunca se repitieron. Así que la fascinación, en realidad, fue probar un gran riff, repetirlo y tocarlo una y otra vez". Si bien el álbum Don't Blow Your Top fue más escaso en contenido, debido a la influencia del productor Sherwood, fue la excepción más que la regla. El fundador y líder de Ministry, Al Jourgensen, de gira con la banda en 1989, describió al KMFDM como "un batallón de guitarras que marcha por Europa". 
La música de KMFDM ha sido desde entonces una fusión de electrónica y heavy metal, con elementos ocasionales de dub, así como samplers orquestales y trompetas en vivo. Muchas canciones cuentan con coros prominentes de cantantes femeninas como Dorona Alberti, Travis y Cifarelli. Muchos de los músicos que han tocado en la banda son multiinstrumentistas, por lo que hay cierto grado de versatilidad y libertad en la música. 
Muchos álbumes incluyen una o más canciones en las que la banda se satiriza a sí misma, sobre todo en las letras de "Sucks" e "Inane". El "desprendimiento cínico" de la banda ha sido comparado con Steely Dan. Las letras a menudo expresan preocupaciones políticas y piden el rechazo y la resistencia al terrorismo, la violencia, la opresión, la censura y la guerra. En la canción de 1995 "Terror", Konietzko advierte específicamente, "Las fuerzas fundamentalistas están socavando la integridad de las estructuras políticas liberales y democráticas". Algunas veces se incluyen en las canciones muestras de transmisiones de noticias y discursos de líderes políticos. Konietzko ha dicho que si bien el álbum de 2003 WWIII critica al entonces presidente George W. Bush, quien fue sampleado extensamente para el álbum,] "No es un disco anti-Bush per se, es un anti-estupidez record", y, "Si tuviéramos un mensaje, sería: Piensa por ti mismo y no te creas en tonterías".

## Curiosidades
- Eric Harris y Dylan Klebold, perpetradores de la Masacre del instituto Columbine, fueron fanáticos de KMFDM. En sus página web, Harris publicó las letras de "Son of a Gun", "Stray Bullet" y "Waste". En algunos de sus videos (Home Videos) se les ve usando camisetas de KMFDM.
- En el álbum tributo a Madonna publicado el año 1998 Virgin Voices, participaron con una versión de Material Girl.
- La cantante Lucia Cifarelli está casada con el líder de KMFDM Sascha Konietzko desde 2005.
- La ex-actriz pornográfica, escritora e influencer, Sasha Grey, tomó ese seudónimo en honor a Sascha, de quién admira su trabajo artístico.

## Discografía

### Álbumes
- Opium (1984)
- What Do You Know, Deutschland? (1986)
- Don't Blow Your Top (1988)
- UAIOE (1989)
- Naïve (1990)
- Money (1992)
- Angst (1993)
- Nihil (1995)
- Xtort (1996)
- Symbols (1997)
- Adios (1999)
- Attak (2002)
- WWIII (2003)
- Hau Ruck (2005)
- Tohuvabohu (2007)
- Blitz (2009)
- WTF?! (2011)
- Kunst (2013)
- Our Time Will Come (2014)
- Hell Yeah (2017)
- Paradise (2019)
- ´¨¨Hyëna " (2022)

### Sencillos
- Kickin' Ass (1987)
- Don't Blow Your Top (1988)
- More & Faster (1989)
- Virus (1989)
- Godlike (1990)
- Naïve/The Days of Swine & Roses (1991)
- Split (1991)
- Vogue (1992)
- Money (1992)
- Help Us/Save Us/Take Us Away (1992)
- Sucks (1993)
- A Drug Against War (1993)
- Light (1994)
- Glory (1994)
- Sin Sex & Salvation (1994)
- Juke Joint Jezebel (1995)
- Juke Joint Jezebel (The Moroder Mixes) (1995)
- Brute (1995)
- Rules (1996)
- MDFMK (1998)
- Boots (2002)
- Ruck Zuck (2006)
- Day of Light (2010)
- Krank (2011)
- Amnesia (2012)

### Compilaciones
- Agogo (Álbum) (1998)
- Retro (1998)
- 84-86 (2004)
- Extra, Vol. 1 (2008)
- Extra, Vol. 2 (2008)
- Extra, Vol. 3 (2008)

### En vivo
- Sturm & Drang Tour 2002
- WWIII Live 2003

### Videos
- Beat by Beat (VHS 1997)
- Beat x Beat x Beat (DVD 2001)
- Sturm & Drang Tour 2002 (2003)
- WWIII Tour 2003 (2004)
- 20th Anniversary World Tour 2004 (2005)